# Club européen du tourisme
Pour les articles homonymes, voir CET.
Le Club européen du tourisme ou CET, appelé tout d'abord Centre d'étude touristiques, était un voyagiste fondé en 1958 par François Huet et Marcel Lesur, deux anciens des auberges de jeunesse.
Financé par Paribas, concurrent du Club Méditerranée dans les années 1960, le Club européen du tourisme finira absorbé, puis démantelé par ce dernier.
La marque Club européen du tourisme disparaîtra et François Huet deviendra un important actionnaire du Club Méditerranée.